# Одињи (село)
Одињи (фр. Audigny) насеље је и општина у североисточној Француској у региону Пикардија, у департману Ен (Пикардија) која припада префектури Вервен.
По подацима из 2011. године у општини је живело 278 становника, а густина насељености је износила 25,91 становника/km². Општина се простире на површини од 10,73 km². Налази се на средњој надморској висини од 136 метара (максималној 158 m, а минималној 112 m).

## Демографија
| 1962. | 1968. | 1975. | 1982. | 1990. | 1999. | 2011. |
| ----- | ----- | ----- | ----- | ----- | ----- | ----- |
| 293   | 326   | 224   | 193   | 214   | 207   | 278   |

График промене броја становника у току последњих година